# Abricotine (album)
Pour les articles homonymes, voir Abricotine et Abricotine & Quality Street.
Albums de Eiffel
Eiffel
(1998) Le Quart d'heure des ahuris
(2002)
Abricotine est le premier album studio du quatuor rock Eiffel. Il est marqué par un son et un mixage très acides (peu de basses, et beaucoup d'aigus). Outre ses morceaux de bravoure (Hype, très appréciée des fans, surtout en concert ; Dragqueen ou encore Te revoir), on peut signaler un texte de Boris Vian, Je voudrais pas crever, mis en musique par Romain Humeau.

## Accueil critique
Matthieu Grunfeld, du site magicrpm, lui donne 4 étoiles sur 6, évoquant « un premier album plein d'audace » où le groupe « a surtout le mérite rare d'imposer un son identifiable dès la première écoute et un style cohérent » même si on « trouvera bien quelques esprits chagrins ou pudibonds pour s'attarder sur quelques tics un peu tocs ou pour s'agacer des élans lyriques de Romain Humeau ». Pour le site Forces parallèles, qui lui donne 4 étoiles sur 5, « les douze chansons de cet album dressent un tableau terriblement riche et personnel » de l'adolescence. Les morceaux Ô toi et Si demain sont jugés « en deçà du reste de l'album » alors que les quatre premiers titres de l'album, notamment Hype et Te revoir, sont considérés comme les meilleurs et « indétrônables de la tête ».

## Liste des pistes
| No  | Titre                       | Durée |
| --- | --------------------------- | ----- |
| 1.  | Dragqueen                   | 4:16  |
| 2.  | Inverse-moi                 | 3:21  |
| 3.  | Hype                        | 4:45  |
| 4.  | Te revoir                   | 5:06  |
| 5.  | Abricotine & Quality Street | 3:33  |
| 6.  | Quand est-ce ?              | 4:03  |
| 7.  | Ô toi                       | 5:04  |
| 8.  | Je voudrais pas crever      | 4:43  |
| 9.  | Quelqu'un                   | 4:00  |
| 10. | Si demain                   | 4:20  |
| 11. | J'ai poussé trop vite       | 4:10  |
| 12. | Un peu moins mort           | 5:14  |

## Musiciens
- Estelle Humeau : Hammond, piano, synthétiseurs, guitare électrique
- Damien Lefèvre : basse électrique & acoustique
- Nicolas Courret : batterie, tambourin, shakers
- Romain Humeau : chant, guitare électrique & acoustique, clavinet

## Musiciens invités
- Augustin Humeau : basson sur Hype, Un peu moins mort
- Françoise Perrin : violon sur Inverse-moi
- Vinciane Béranger : alto sur Inverse-moi
- Jean-Claude Auclin : violoncelle sur Inverse-moi
- Virginie Michaud, Dominique Juchors, Agnès Toussaint et Pascale Jaupart (quatuor Alhambra) : cordes sur Dragqueen, Te revoir

## Singles
- Te revoir (edit) (2000)
- Inverse-moi (2001)
- J'ai poussé trop vite (démo) (2002)
- Live (Te revoir) (EMB Sannois) (2002)